# ألفريد كورنر
ألفريد كورنر (بالألمانية: Alfred Körner)‏ (مواليد 14 فبراير 1926) هو لاعب كرة قدم. يلعب مع منتخب النمسا لكرة القدم. سبق له أن لعب في كأس العالم لكرة القدم مع منتخب بلاده.

## روابط خارجية
- ألفريد كورنر على موقع الاتحاد الدولي (مؤرشف)  (الإنجليزية)
- ألفريد كورنر على موقع قاعدة بيانات كرة القدم.إي يو (الإنجليزية)
- ألفريد كورنر على موقع ناشيونال فوتبول تيمز (الإنجليزية)
- ألفريد كورنر على موقع Soccerway.com (الإنجليزية)
- ألفريد كورنر على موقع عالم كرة القدم.نت (الإنجليزية)
- ألفريد كورنر على موقع أوليمبيديا (الإنجليزية)